# Hypericum rochelii
Hypericum rochelii är en johannesörtsväxtart. Hypericum rochelii ingår i släktet johannesörter, och familjen johannesörtsväxter.

## Underarter
Arten delas in i följande underarter:
- H. r. pseudotenellum
- H. r. rochelii
- H. r. urumovii